# くるみのき!
『くるみのき!』は、青木俊直による日本の漫画作品。『月刊コミック@バンチ』（新潮社）にて、2011年6月号から2012年7月号まで連載された。単行本は新潮社のBUNCH COMICSより全2巻。

## あらすじ
地味で引っ込み思案な女の子くるみが、大好きな子供番組「いっちぃはっちぃ」を街中で踊っていたところ、拉致同然のようなスカウトにあい、幼稚園で着ぐるみ劇をさせられる。そして、それがきっかけで劇団「くるみの木」に入団することになり、劇団員としての生活が始まる。

## 登場人物
野木 くるみ（のぎ くるみ）
本作品の主人公。地味で引っ込み思案な女の子。子供番組「いっちぃはっちぃ」が大好きで、街中で踊っていたことがきっかけでスカウトされ、劇団「くるみの木」に入団する。

## 書誌情報
- 青木俊直『くるみのき!』新潮社〈BUNCH COMICS〉、全2巻
  1. 2011年11月9日発売[1]、ISBN 978-4-10-771637-8
  2. 2012年6月8日発売[3]、ISBN 978-4-10-771661-3

単行本第1巻の帯には宇仁田ゆみ、第2巻の帯には鈴木志保による応援イラストと推薦コメントが寄せられている。